# Le Puy-en-Velay
Le Puy-en-Velay é uma comuna francesa na região administrativa de Auvérnia-Ródano-Alpes, no departamento de Alto Loire. Estende-se por uma área de 16,79 km². Em 2010 a comuna tinha 19 940 habitantes (densidade: 1 187,6 hab./km²).295 hab/km².
Daqui parte um dos Caminhos de Santiago conhecido por Via Podiensis.